# Бейкер, Стэнли
Сэр Уильям Стэнли Бейкер (англ. William Stanley Baker; 28 февраля 1928, Ферндейл, Уэльс — 28 июня 1976, Малага, Испания) — британский валлийский актёр.

## Биография
Стэнли Бейкер родился в 1928 году в Великобритании, в Уэльсе.
Карьера Бейкера в кино началась в 1948 году после двухлетней службы в армии. Но его первое появление на экране датировано 1943-м, когда Стэнли сыграл в военной драме Сергея Нолбандова «Под прикрытием». Но настоящим прорывом для актёра стала роль Барнса в фильме «По всему городу», принесшая актёру первую популярность. В 1961 году отказался от роли Джеймса Бонда в фильме «Доктор Ноу», так как не хотел связывать себя контрактом на три картины. Одним из самых известных персонажей Стэнли Бейкера стал сыгранный им лейтенант Джон Чард в историко-приключенческом фильме «Зулусы».
С 1950 года был женат на Эллен Мартин, с которой его познакомил близкий друг — актёр Ричард Бёртон. У супругов было четверо детей — близнецы Мартин и Салли, а также сыновья Глин и Адам.
В 1976 году Бейкеру был поставлен диагноз «рак лёгких». Позднее заболевание распространилось и на кости. Он умер в Малаге 28 июня того же года от пневмонии. Его тело было кремировано, а прах разбросан с вершины Лланвонно над любимым Ферндейлом. Он сказал своей жене незадолго до смерти:
«У меня нет сожалений, у меня была фантастическая жизнь. У меня не могло быть более фантастической жизни, чем эта. С самого начала меня окружала любовь. Я сын валлийского шахтера, и я родился в любви, по любви женился и был влюблён в жизнь».

## Память
Регбийный клуб «Ферндейл РФК» в честь Стэнли Бейкера открыл спортивный бар Sir Stanley Baker Lounge, на открытии которого в пятницу 24 ноября 2006 года присутствовали вдова Эллен, дети актёра и люди, лично его знавшие.

## Избранная фильмография
| Год  |    | Русское название           | Оригинальное название      | Роль                       |
| ---- | -- | -------------------------- | -------------------------- | -------------------------- |
| 1943 | ф  | Под прикрытием             | Undercover                 | Петар                      |
| 1949 | ф  | По всему городу            | All Over the Town          | Барнс                      |
| 1949 | ф  | Наваждение                 | Obsession                  | полицейский                |
| 1950 | ф  | Лилли Марлен               | Lilli Marlene              | Эванс                      |
| 1951 | ф  | Капитан Горацио Хорнблоуэр | Captain Horatio Hornblower | мистер Харрисон            |
| 1953 | ф  | Жестокое море              | The Cruel Sea              | лейтенант Джеймс Беннет    |
| 1954 | ф  | Добро умирает в зародыше   | The Good Die Young         | Майк Морган                |
| 1955 | ф  | Ричард III                 | Richard III                | Генрих Тюдор, граф Ричмонд |
| 1956 | ф  | Александр Македонский      | Alexander the Great        | Аттал                      |
| 1956 | ф  | Елена Троянская            | Helen of Troy              | Ахилл                      |
| 1957 | ф  | Адские водители            | Hell Drivers               | Том                        |
| 1959 | ф  | Холмы гнева                | The Angry Hills            | Конрад Гейслер             |
| 1959 | ф  | Свидание вслепую           | Blind Date                 | детектив Морган            |
| 1960 | ф  | Ад — это город             | Hell Is a City             | Гарри Мартино              |
| 1961 | ф  | Пушки острова Наварон      | The Guns of Navarone       | Браун                      |
| 1962 | ф  | Ева                        | Eva                        | Тивиан Джонс               |
| 1962 | ф  | Содом и Гоморра            | Sodom and Gomorrah         | князь Асторат              |
| 1964 | ф  | Зулусы                     | Zulu                       | лейтенант Джон Чард        |
| 1968 | ф  | Не промахнись, Ассунта!    | La ragazza con la pistola  | доктор Осборн              |
| 1971 | ф  | Ящерица под женской кожей  | A Lizard in a Woman's Skin | инспектор Корвин           |
| 1974 | тф | Робинзон Крузо             | Robinson Crusoe            | Робинзон Крузо             |
| 1975 | ф  | Зорро                      | Zorro                      | полковник Уэрта            |